# Manuel Maria Barbosa du Bocage
Manuel Maria de Barbosa l'Hedois du Bocage (n. 15 septembrie 1765, Setúbal - d. 21 decembrie 1805, Lisabona) este un poet și unul dintre cei mai importanți reprezentanți ai neoclasicismului portughez, cunoscut și sub numele de Arcadia Lusitană (sau Ulissiponense), curent literar care face trecerea între clasicism și romantism.

### Viața
S-a născut la Setúbal la data de 15 septembrie 1765. Tatăl său, José Luís Soares Barbosa, era avocat iar mama sa, de origine franceză pe linia paternă (tatăl ei era viceamiral in marina portugheză, pe numele de Gillet Le Dous (sau Hedois) du Bocage), i-a lăsat numele de familie care coincidea cu cel al unei poete franceze, cu care de altfel se și înrudea. De mic copil a manifestat interes pentru literatură, în mod special, pentru poezie. Decesul mamei se produce când Manuel Maria avea doar 10 ani. La vârsta de 14 ani, contrar așteptărilor, abandonează cursurile de limbă latină și se înscrie în Regimentul de Infanterie, cu sediul în Setúbal iar patru ani mai târziu, din motive necunoscute, se înscrie la Academia Regală de Marină (Academia Real de Marinha) din Lisabona de unde, după scurt timp, va dezerta. Cu toate acestea, se pare că nu i s-a aplicat nici o masură disciplinară iar in 1786, Bocage obține titlul de locotenent în marină prin grație regală chiar dacă nu avea acest drept datorită comportamentului său inadecvat. În același an, se îmbarca spre Goa – India, iar pe parcursul călătoriei se oprește pentru scurtă vreme la Rio de Janeiro. Cei doi ani petrecuți în Goa sunt marcați de dorul de țară, de crizele de gelozie provocate de o certă Gertrudes și inclusiv de o nefericită călătorie pe care o va efectua la Macao. La vârsta de 25 de ani se întoarce la Lisabona unde se întalnește cu Gertrudes și află că aceasta este casatorită cu fratele lui. În Lisabona, figurează între membrii de curând înființatei Academii de Arte Frumoase  sau Noua Arcadie (Nova Arcádia) cu pseudonimul Elmano Sadino, alături de José Agostinho de Macedo, cu care formează ultimul grup de reprezentanți ai neoclasicismului portughez. În anul 1791, își publică primul volum de versuri Rimas (Rime) care nu a fost primit favorabil de toți membrii Academiei. Cu toate acestea, Bocage, prin spiritul său incisiv  și critic, a știut să le raspundă printr-o violentă satiră. În perioada imediat următoare, se bucură de un crescând renume ceea ce trezește interesul marchizei de Alorna, aflată în acea vreme la Lisabona și care, ulterior, se transformă în protectoarea sa, eveniment foarte bine venit în viața tânărului poet, dat fiind că lipsurile economice deveniseră din ce în ce mai apăsătoare. Un alt eveniment nefericit marchează viața poetului în anul 1797 când, datorită ireverenței sale față de regimul monarhic și față de religia catolică, este condamnat la închisoare. Viața plină de suferințe pe care o trăiește în arest, la penitenciarul din Limoeiro îl va marca puternic, ceea ce va impregna un ton foarte amar versurilor scrise în această perioadă. Un an mai târziu va fi transferat la ospiciul das Necessidades aflat în grija părinților Oratorieni ai Sfântului Filip Neri de unde, în anul 1799, iese vindecat de „plăcerea” de a trăi ca un boem și pare interesat să își câștige viața dintr-un serviciu mai demn: așadar, începe să încaseze sume de bani din traduceri din care se va intreține atât el cât și sora sa. În același an se publică cel de-al doilea volum de poezii Rime care-i confirmă deosebitele sale calități de poet liric. Din anul 1801 pînă la moartea cauzată de un anevrism (21 decembrie 1805), trăiește într-o casă închiriată de el, situată în Bairro Alto, din Lisabona. Casa se mai poate vedea și astăzi și se află pe Travessa André Valente, la numărul 25.

### Opera
- Elegia que o Mais Ingénuo e Verdadeiro Sentimento Consagra à Delporável Morte do Illmo. E Excmo. Sr. D. José Tomás de Menezes, 1790.
- Rimas, volum I, 1791.
- Queixumes do Pastor Elmano contra a Falsidade da Pastora Urselina (Ecloga), 1791.
- Eufémia ou o Triunfo da Religião, 1793.
- Rimas, volum II, 1799.
- Elogio aos Faustissimos Annos do Serenissimo Principe Regente Nosso Senhor, 1800.
- Rimas, volum III, 1804.
- Epicédio na Sentida Morte do Ilustríssimo, e Excelentíssimo Senhor D. Pedro José de Noronha, Marquez de Angeja, 1804.
- Improvisos de Bocage na sua mui perigosa efermidade, 1805.
- A Gratidão, 1805.
- Novos Improvisos de Bocage na sua moléstia, 1805.
- A Saudade Materna, 1805.
- Mágoas Amorosas de Elmano, 1805.
- A Virtude Laureada, 1805.

Traduceri
- As Chinelas de Abu-Casem, 1797.
- História de Gil Braz de Santilhana de Lesage, 1797.
- Os Jardins ou a Arte de Aformosear as Paisagens. Poema de M. Delille, 1800.
- As Plantas, 1801.
- O Consórcio das Flores. Epístola de Lacroix a seu Irmão, 1801.
- Galateia – Novela pastoril, imitada de Cervantes por Florian, 1802.
- Rogério e Victor de Sabran, ou o Trágico Efeito do Ciúme, 1802.
- Ericia ou a Vestal, 1805.

### Caracteristici ale operei

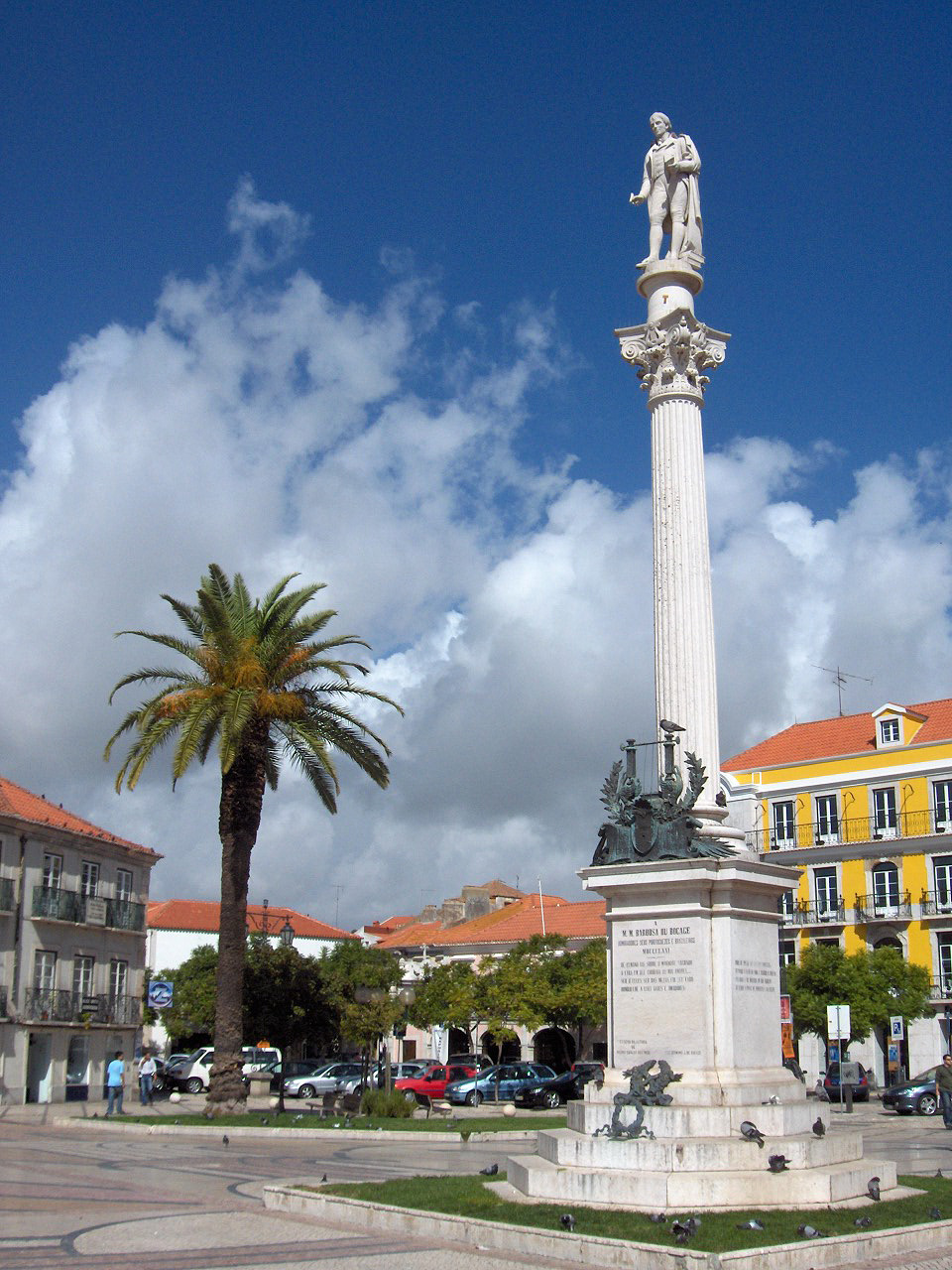
Statuia scriitorului, ridicată la Setúbal

Elmano Sadino se  evidentiază, în primul rând prin erudiția sa în ce privește cultura greco-latină. Totodată, se remarcă prin atitudinea sa profund raționalistă și prin sensibilitatea deosebită a expresiei sale (poetului îi place să contemple noaptea, pădurile umbroase, etc.) care îi conferă caracteristici ce îl apropie, atât pe plan vital cât și social, mai degrabă de romantism deși este, în realitate, format în spiritul neoclasicismului. Arta versificației sale a avut mulți admiratori iar, în acest sens, merită să fie mentionate, în mod particular, sonetele pe care le-a compus. Cu toate acestea, ceea ce îl distinge pe poet este latura psihologică care se manifestă pentru prima dată în lirica portugheză printr-un acut sentiment al individualitații și prin frica de anihilare prin moarte. Experiența poetică  propensă către funebru, sumbru și oripilant este, de fapt, o constantă a operei lui Bocage. Fără îndoială, expresia cea mai vie și originală a dezgustului poetului este reflectată în sonetele, scrisorile și poemul narativ Muncile Vietii Omului (Trabalho da Vida Humana), în care este descrisă viața plină de suferințe din închisoare. Un alt subiect prezent în creația sa este gelozia insistentă și nihilismul. Hipertrofia personalitații sale este o altă trăsătură evidentă: Bocage își face autoportretul în vers și se prezintă ca om providențial. Uneori, poeziile sale adoptă un ton declamator , acompaniat de un ritm lejer și relaxat care se folosește de un limbaj neîngrijit. Alteori, termenii vulgari și chiar obscenitățile alternează cu aluziile mitologice și cu o construcție frazeologica tributară stilului clasic.
Autoprotret